# Nicholas Murray Butler
Nicholas Murray Butler (Elizabeth, 2 de abril de 1862 — Nova Iorque, 7 de dezembro de 1947) foi um pedagogo, filósofo e político estadunidense. Foi agraciado, juntamente com a socióloga e filósofa Jane Addams, com o Nobel da Paz de 1931, por promover o Pacto Briand-Kellogg.

## Carreira
Estudou na Universidade Columbia, onde foi nomeado assistente em filosofia na mesma em 1885, tornou-se professor de filosofia e educação em 1890 e presidente da universidade, de 1901 a 1945, ano de sua aposentadoria. Sob sua liderança a Universidade Columbia cresceu de uma faculdade provincial em uma universidade de renome mundial.

## Internacionalista
Butler foi o presidente da Conferência de Lake Mohonk sobre Arbitragem Internacional, que se reuniu periodicamente de 1907 a 1912. Nessa época, foi nomeado presidente da filial americana de Conciliação Internacional. Butler também foi fundamental para persuadir Andrew Carnegie a fornecer o financiamento inicial de US$ 10 milhões para o Fundo Carnegie Para a Paz Internacional.
Butler tornou-se chefe de educação e comunicação internacional, fundou a filial europeia do Fundo com sede em Paris e foi presidente do Fundo de 1925 a 1945. Por seu trabalho neste campo, ele recebeu o Prêmio Nobel da Paz de 1931 (compartilhado com Jane Addams) "[Por sua promoção] do pacto Kellogg-Briand" e por seu trabalho como o "líder da parte mais orientada para o estabelecimento do movimento pela paz norte-americano".
Em dezembro de 1916, Butler, Roosevelt e outros filantropos, incluindo o industrial escocês John C. Moffat, William Astor Chanler, Joseph Choate, Clarence Mackay, George von Lengerke Meyer e John Grier Hibben, compraram o Château de Chavaniac, local de nascimento do Marquis de Lafayette em Auvergne, para servir como sede do French Heroes Lafayette Memorial Fund, que era administrado pela ex-esposa de Chanler, Beatrice Ashley Chanler.
Butler foi presidente da Pilgrims Society, que promove a amizade anglo-americana.

## Trabalhos
- ———— (1896). «Introduction». Regeneration: A Reply to Max Nordau. Por Hake, Alfred Egmont. New York City: G. P. Putnam's Sons (em inglês). LCCN 22018013. OCLC 2886930. OL 6647134M. Consultado em 24 de março de 2022 – via Internet Archive
- ———— (1907). True and False Democracy (em inglês). New York City: The Macmillan Company. OCLC 1085980194. Consultado em 6 de julho de 2017 – via Internet Archive
- ———— (4 de março de 1908). Philosophy (em inglês) Third Thousand ed. New York City: Columbia University Press (publicado em 1911). OL 20542028M. Consultado em 24 de março de 2022 – via Internet Archive
- ———— (1912). The International Mind: An Argument for the Judicial Settlement of International Disputes (em inglês). New York City: Charles Scribner's Sons. OCLC 1047511494. Consultado em 6 de julho de 2017 – via Internet Archive
- ———— (1912). Why Should we Change our Form of Government? Studies in Practical Politics (em inglês). New York City: Charles Scribner's Sons. OCLC 1158379286. Consultado em 24 de março de 2022 – via Internet Archive
- ———— (1914). The Great War and Its Lessons (em inglês). New York City: American Association for International Reconciliation. LCCN 21003338. OCLC 1158379286. Consultado em 24 de março de 2022 – via Internet Archive
- Butler, Nicholas Murray (1914). «The United States of Europe» (entrevista) (em inglês). New York City: Carnegie Endowment for International Peace. OCLC 1086146230. OL 23638844M – via Internet Archive
- ———— (1914). «The United States as a World Power» (entrevista) (em inglês). New York City: Carnegie Endowment for International Peace. OCLC 1086146637. OL 13497116M. Consultado em 24 de março de 2022 – via Internet Archive
- ———— (25 de abril de 1916). The Building of the Nation (em inglês). New York City: Carnegie Endowment for International Peace. LCCN 16014796. OCLC 1041645865. OL 23283299M. Consultado em 24 de março de 2022 – via Internet Archive
- ———— (1918). The Basis of Durable Peace: Written at the Invitation of The New York Times (em inglês). New York City: Charles Scribner's Sons. LCCN 24003441. OCLC 1041043446. Consultado em 6 de julho de 2017 – via Internet Archive
- ———— (11 de fevereiro de 1919). Problems of Peace and After-Peace (em inglês). Paterson, New Jersey: [s.n.] OCLC 181661998. Consultado em 7 de julho de 2017 – via Internet Archive
- ———— (21 de fevereiro de 1921). Making Liberal Men and Women; Public Criticism of Present-day Education; The New Paganism; The University, Politics and Religion (em inglês). New York City: Columbia University. OCLC 1049618080. Consultado em 24 de março de 2022 – via Internet Archive
- ———— (1921). Scholarship and Service: The Policies of a National University in a Modern Democracy (em inglês). New York City: Charles Scribner's Sons. OCLC 1084595889. Consultado em 24 de março de 2022 – via Internet Archive
- ———— (1923). Building the American Nation: an Essay of Interpretation (em inglês). New York City: Charles Scribner's Sons. OL 14798157M. Consultado em 24 de março de 2022 – via Internet Archive
- ———— (1924). The Faith of a Liberal: Essays and Addresses on Political Principles and Public Policies (em inglês). New York City: Charles Scribner's Sons. LCCN 24030512. OL 14125156M. Consultado em 24 de março de 2022
- ———— (1934). Between Two Worlds: Interpretations of the Age in Which We Live (em inglês). New York City: Charles Scribner's Sons. LCCN 34010046. OCLC 1124951. OL 6303958M. Consultado em 24 de março de 2022
- ———— (1939). Across the Busy Years: Recollections and Reflections (em inglês). 1. New York City: Charles Scribner's Sons. OCLC 1038753871. OL 13530857M. Consultado em 6 de julho de 2017 – via Internet Archive
- ———— (1940). Across the Busy Years: Recollections and Reflections (em inglês). 2. New York City: Charles Scribner's Sons. OCLC 1038780341. Consultado em 6 de julho de 2017 – via Internet Archive